# Mariana Pajón
Mariana Pajón Londoño (nascida em 10 de outubro de 1991) é uma ciclista colombiana. Conseguiu duas vezes a medalha de ouro olímpica em ciclismo BMX feminino, em Londres 2012 e na Rio 2016.
Além de ser bicampeã olímpica, Mariana tem sido varias vezes campeã mundial, nacional, latino-americana e pan-americana.

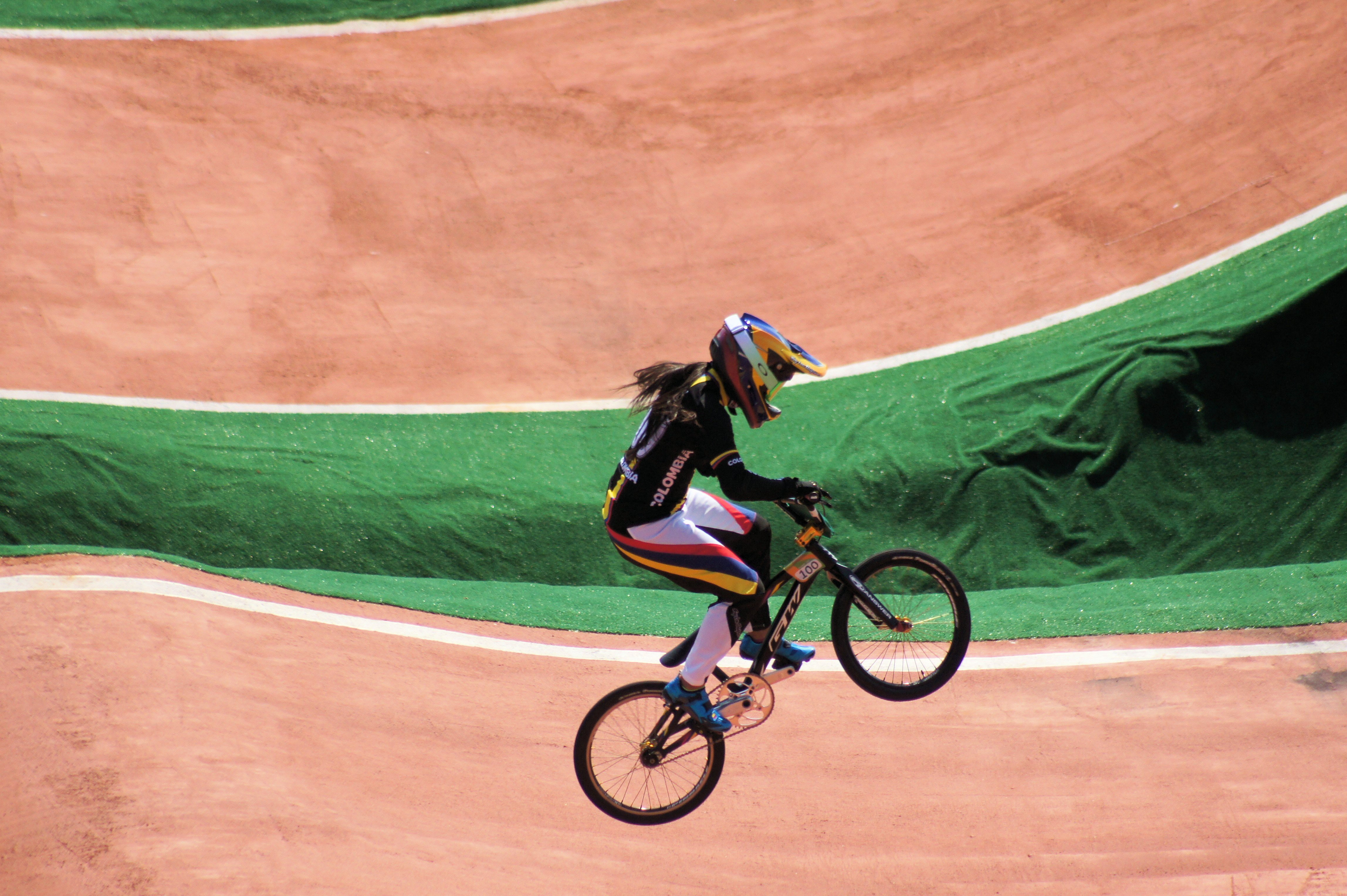
Mariana Pajón competindo em Rio 2016